# Tabernaemontana polyneura
Tabernaemontana polyneura là một loài thực vật thuộc họ Apocynaceae. Đây là loài đặc hữu của Malaysia. Chúng hiện đang bị đe dọa vì mất môi trường sống.